# تومویا ناکامورا
تومویا ناکامورا (انگلیسی: Tomoya Nakamura؛ زادهٔ ۲۴ دسامبر ۱۹۸۶) بازیگر اهل ژاپن است.